# Moudi bint Khalid Al Sa'ud
Moudi bint Ṭalāl Āl Saʿūd (...) è una principessa, filantropa e politica saudita.

## Primi anni di vita e formazione
La principessa Moudi è figlia di re Khalid e di Sita bint Fahd Al Damir. Ha ricevuto l'istruzione di base a Riad e in seguito ha studiato la lingua francese.

## Carriera
Moudi bint Khalid è segretaria generale della Fondazione Re Khalid e presidente della sua commissione di investimento. È anche segretaria generale della Fondazione Al Nahda di Riyad. Alla fondazione, nel 2009, è stato assegnato il primo premio Chaillot per i diritti umani. Fa parte anche del consiglio della Saut, l'agenzia nazionale per la sindrome di Down. Nel 2011, ha iniziato a fornire borse di studio nell'ambito del Legatum Center per gli studenti sauditi che frequentano il Massachusetts Institute of Technology.
Nel gennaio 2013, è stata eletta all'Assemblea Consultiva, una delle prime trenta donne. Oltre è lei, ne fa parte un'altra principessa, Sara bint Faysal, figlia di re Faysal.

## Vita personale
Moudi è sposata con Abd al-Rahman bin Faysal, un figlio di re Faysal e ha tre figli: Sara, Albandari e Sa'ud.